# Sudamerlycaste grandis
Sudamerlycaste grandis là một loài thực vật có hoa trong họ Lan. Loài này được Archila mô tả khoa học đầu tiên năm 2002.